# 260 Huberta
Huberta (asteroide 260) é um asteroide da cintura principal com um diâmetro de 94,67 quilómetros, a 3,04100521 UA. Possui uma excentricidade de 0,11819686 e um período orbital de 2 339,17 dias (6,41 anos).
Huberta tem uma velocidade orbital média de 16,03873025 km/s e uma inclinação de 6,41358293º.
Este asteroide foi descoberto em 3 de outubro de 1886 por Johann Palisa.